# George Frans Haspels

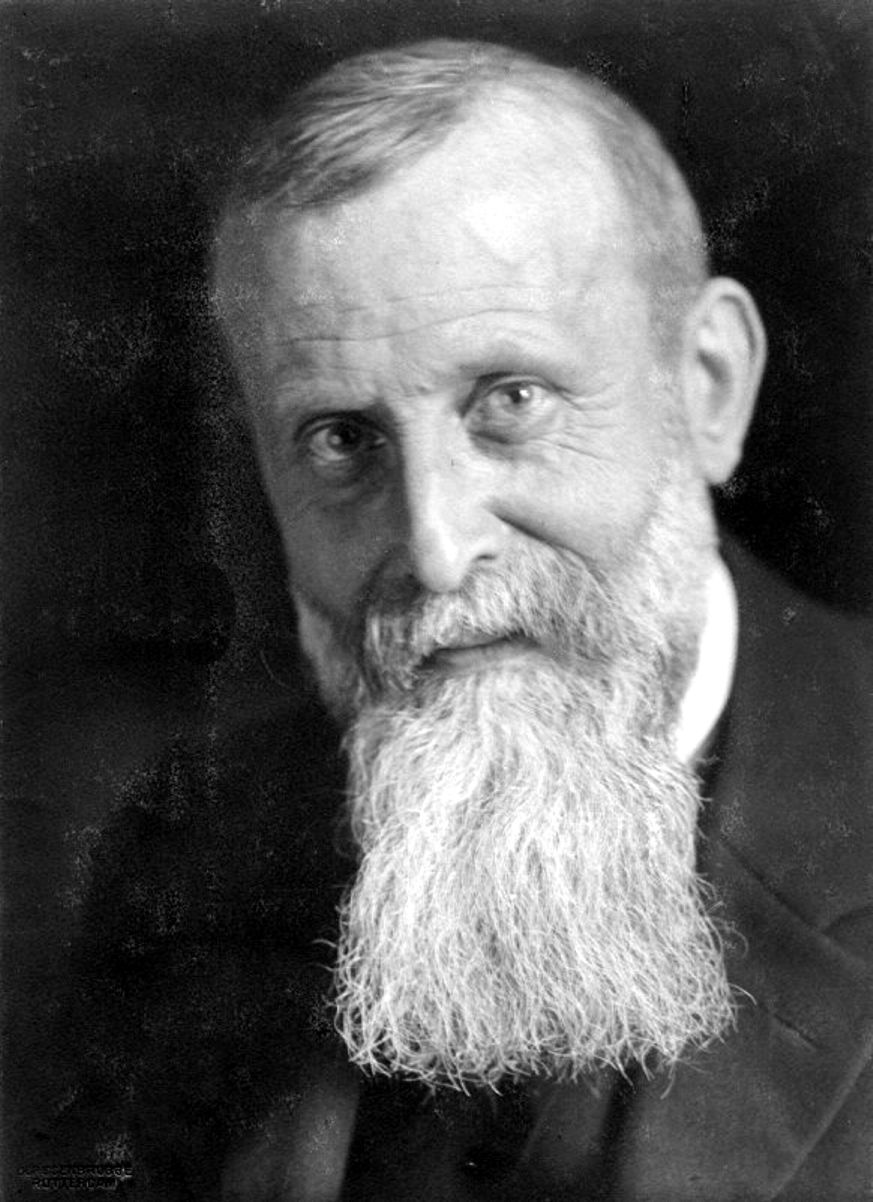
George Frans Haspels, 1912

George Frans Haspels (* 7. April 1864 in Nijmegen; † 16. Dezember 1916 in Rotterdam) war ein niederländischer Prediger und Schriftsteller.

## Leben
Haspels studierte ab 1883 Theologie in Utrecht und bezog 1888 eine Pastorenstelle in Colmschate, heute Stadtteil von Deventer. Er heiratete Charlotte Kleyn van Brandes und hatte mit ihr vier Töchter (darunter Emilie Haspels) und einen Sohn. 1901 zog die Familie nach Rotterdam, wo Haspels rastlos predigte, unterrichtete, Bibellesungen veranstaltete und  bei der neu gegründeten protestantischen Zeitschrift Onze Eeuw („Unser Jahrhundert“) mitarbeitete. In seinem schriftstellerischen Schaffen ist er von der spätromantischen Gruppe der um 1880 gegründeten „Tachtigers“ („Achtziger“) und vom Fin de Siècle, der Auflösung der Ordnung des 19. Jahrhunderts, geprägt. Haspels starb im Alter von 52 Jahren.

## Werk

### Bibliographie
- de Leeuw-Zweistra (s. Lit.), S. 187–192

### Veröffentlichungen (Auswahl)
- Compassione (Pseudonym): Frans Burgstein, Utrecht 1892, 2. Auflage 1903
- Compassione (Pseudonym): Ab-Hurck, Nijmegen 1893
- Vreugden van Holland, Amsterdam 1901, 3. Auflage 1923
- Zee en Heide, Amsterdam 1902, 3. Auflage 1919
- Onder den Brandaris, Amsterdam 1908, 3. Aufl. 1919
- De stad aan het veer, Amsterdam 1912
- Wisselend uitzicht, Amsterdam 1914
- David en Jonathan, Amsterdam 1915, 3. Auflage 1922

## Belege
1. ↑  Cornelis Rijnsdorp, George Frans Haspels, Predikant-Literator (1864-1916), in: Rotterdams Jaarboekje 1968, S. 197, Digitalisat, abgerufen am 10. März 2017

| Personendaten    | Personendaten                                |
| ---------------- | -------------------------------------------- |
| NAME             | Haspels, George Frans                        |
| ALTERNATIVNAMEN  | Compassione                                  |
| KURZBESCHREIBUNG | niederländischer Prediger und Schriftsteller |
| GEBURTSDATUM     | 7. April 1864                                |
| GEBURTSORT       | Nijmegen                                     |
| STERBEDATUM      | 16. Dezember 1916                            |
| STERBEORT        | Rotterdam                                    |